# Papamosques de les Banggai
El papamosques de les Banggai (Cyornis pelingensis) és una espècie d'ocell de la família dels muscicàpids (Muscicapidae), endèmic de l'arquipèlag Banggai (illa de Peleng), a l'est de les Cèlebes (Indonèsia). Habita els boscos tropicals i subtropicals de frondoses humits.

## Taxonomia
Segons la llista mundial d'ocells del Congrés Ornitològic Internacional (versió 11.2, juliol 2021) aquest tàxon té la categoria d'espècie. Tanmateix, altres obres taxonòmiques, com el Handook of the Birds of the World i la quarta versió de la BirdLife International Checklist of the birds of the world (Desembre 2019), el consideren una subespècie del papamosques de les Sula (Cyornis colonus pelingensis).